# Trietanolamina
Trietanolamina, 2,2´,2´´-nitrilotrietanol, trihidroxietilamina, frequentemente abreviada como TEA, e no mercado de produtos químicos, especialmente, o brasileiro, tratada como trieta é um composto químico orgânico o qual é tanto uma amina terciária quanto um tri-álcool. Como tri-álcool é uma molécula com três grupos hidroxilas, possuindo fórmula química C6H15NO3. Como outras aminas, a trietanolamina atua como uma base fraca devido ao par solitário de elétrons no átomo de nitrogênio.
Apresenta-se como um líquido viscoso (embora quando impura possa apresentar-se como um sólido, dependendo da temperatura), límpido, de cor amarelo pálida, pouco higroscópico e volátil, totalmente solúvel em água e miscível com a maioria dos solventes orgânicos oxigenados. Possui um odor amoniacal suave.

## Obtenção
É resultante da reação de dietanolamina com o óxido de eteno.

## Aplicações
Este produto químico é utilizado como ingrediente para balancear o pH em preparações cosméticas, de higiene e até em produtos de limpeza. Entre os produtos cosméticos e de higiene no qual é usado com este fim inclui-se loções para a pele, géis para os olhos, hidratantes, xampus, espumas para barbear, etc.
Similarmente ao sódio e ao amônio, pode ser usada para a fabricação de tensoativos para diversas aplicações, como o lauril sulfato de trietanolamina e o lauril éter sulfato de trietanolamina, menos agressivos que os similares de sódio e amônio, e portanto, utilizáveis em xampus e condicionadores suaves e infantis, por causarem menos irritação nos olhos e a pele, em especial, o couro cabeludo.

## Observações legais
É listada na Schedule 3, part B da Chemical Weapons Convention como pode ser usada na fabricação de mostarda de nitrogênio, produto similar ao gás mostarda, de aplicação militar.
Por esta razão, sua comercialização no Brasil é controlada pelas forças armadas, já na Bolívia, é permitido.